# イ・スンヒョ
イ・スンヒョ（ハングル：이승효、漢字：李承洨、1980年5月5日 - ）は、韓国の俳優。

## 経歴・人物
- 中央大学校芸術大学院公演映像学部在学中。
- 北朝鮮境界地域の板門店共同警備区域（JSA）で狙撃手で軍服務（2000年12月 - 2003年2月）。
- 2009年にMBCドラマ『善徳女王』でアルチョン（閼川）役を熱演し、同役でMBC演技大賞の新人賞を受賞した。
- 父は、KBS『珍名名品』で陶磁器専門鑑定員である明智（ミョンジ）大学校社会教育院のイ・サンムン教授[1]。

## 出演

### テレビドラマ
- 大祚栄（2007年、KBS） - トヒョプ役
- 必殺!最強チル（2008年、KBS） - メ・ブング役
- 二人の妻（2009年、SBS） - ギュソク役
- 善徳女王（2009年、MBC） - アルチョン（閼川）役
- 戦友～レジェンド・オブ・パトリオット～（2010年、KBS） - チョン・テクス役
- ヘアーショー（2011年、KBS） - 主演：チョン・ウンス役
- 絶頂（2011年、MBC） - ユン・セジュ役
- 不屈の嫁（朝鮮語版）（2011年、MBC） - チャン・ピ役
- 私も花!（2011年、MBC） - ソ・ジェヒの友人役（第1話、第6話に特別出演）
- 武神（2012年、MBC） - 高宗（ゴジョン）役
- フルハウスTAKE2（2012年、SBS） - ペ・ゴドン役
- 華政（2015年、MBC） - イ・シベク役
- 六龍が飛ぶ（2015年、SBS） - イ・バンウ役
- 新米史官ク・ヘリョン（2019年、MBC） - ソ・ムンジク役（特別出演）

### Music Video
- M To M『理由もなく私が』（2010年）

## 受賞
- 2007 第15回 最高人気芸能大賞 ドラマ部門 新人賞（『大祚榮』）
- 2009 MBC演技大賞 新人賞（『善徳女王』）